# Zsuzsanna Molnár
Zsuzsanna Molnar (ur. 3 czerwca 2001) – słowacka zapaśniczka startująca w stylu wolnym. Zajęła jedenaste miejsce na mistrzostwach świata w 2021 roku. 
Piąta na mistrzostwach Europy w 2023. Trzecia w indywidualnym Pucharze Świata w 2020.
Druga na ME U-23 w 2023 i trzecia w 2022. Trzecia na MŚ juniorów i druga na ME juniorów w 2021. Mistrzyni Europy kadetów w 2018 roku.